# Varanus hamersleyensis
Espèce
Varanus hamersleyensis est une espèce de sauriens de la famille des Varanidae.

## Répartition
Cette espèce est endémique des monts Hamersley dans la région de Pilbara dans l’État d'Australie-Occidentale en Australie.

## Étymologie
Son nom d'espèce, composé de hamersley et du suffixe latin -ensis, « qui vit dans, qui habite », lui a été donné en référence au lieu de sa découverte, l.

## Publication originale
- Maryan, Oliver, Fitch & O’Connell, 2014 : Molecular and morphological assessment of Varanus pilbarensis (Squamata: Varanidae), with a description of a new species from the southern Pilbara, Western Australia. Zootaxa, no 3768 (2), p. 139–158.